# پنج‌رود (جماعت)
پَنج‌رود (نام پیشین: کالینین)  جماعت و شهرکی در جنوب غربی کشور تاجیکستان است که در ناحیهٔ همدانی ولایت ختلان قرار دارد. جمعیت این جماعت ۹۹۹۷ است.